# Список астероїдів (71401—71500)
| Назва                        | Тимчасове позначення | Дата відкриття | Місце відкриття          | Відкривач                   |
| ---------------------------- | -------------------- | -------------- | ------------------------ | --------------------------- |
| (71401) 2000 AL170           | 2000 AL170           | 7 січня 2000   | Сокорро (Нью-Мексико)    | LINEAR                      |
| (71402) 2000 AM170           | 2000 AM170           | 7 січня 2000   | Сокорро (Нью-Мексико)    | LINEAR                      |
| (71403) 2000 AO170           | 2000 AO170           | 7 січня 2000   | Сокорро (Нью-Мексико)    | LINEAR                      |
| (71404) 2000 AP172           | 2000 AP172           | 7 січня 2000   | Сокорро (Нью-Мексико)    | LINEAR                      |
| (71405) 2000 AG173           | 2000 AG173           | 7 січня 2000   | Сокорро (Нью-Мексико)    | LINEAR                      |
| (71406) 2000 AK173           | 2000 AK173           | 7 січня 2000   | Сокорро (Нью-Мексико)    | LINEAR                      |
| (71407) 2000 AP175           | 2000 AP175           | 7 січня 2000   | Сокорро (Нью-Мексико)    | LINEAR                      |
| (71408) 2000 AT175           | 2000 AT175           | 7 січня 2000   | Сокорро (Нью-Мексико)    | LINEAR                      |
| (71409) 2000 AT178           | 2000 AT178           | 7 січня 2000   | Сокорро (Нью-Мексико)    | LINEAR                      |
| (71410) 2000 AG179           | 2000 AG179           | 7 січня 2000   | Сокорро (Нью-Мексико)    | LINEAR                      |
| (71411) 2000 AM180           | 2000 AM180           | 7 січня 2000   | Сокорро (Нью-Мексико)    | LINEAR                      |
| (71412) 2000 AF181           | 2000 AF181           | 7 січня 2000   | Сокорро (Нью-Мексико)    | LINEAR                      |
| (71413) 2000 AQ185           | 2000 AQ185           | 8 січня 2000   | Сокорро (Нью-Мексико)    | LINEAR                      |
| (71414) 2000 AW185           | 2000 AW185           | 8 січня 2000   | Сокорро (Нью-Мексико)    | LINEAR                      |
| (71415) 2000 AD187           | 2000 AD187           | 8 січня 2000   | Сокорро (Нью-Мексико)    | LINEAR                      |
| (71416) 2000 AY187           | 2000 AY187           | 8 січня 2000   | Сокорро (Нью-Мексико)    | LINEAR                      |
| (71417) 2000 AE188           | 2000 AE188           | 8 січня 2000   | Сокорро (Нью-Мексико)    | LINEAR                      |
| (71418) 2000 AU190           | 2000 AU190           | 8 січня 2000   | Сокорро (Нью-Мексико)    | LINEAR                      |
| (71419) 2000 AH191           | 2000 AH191           | 8 січня 2000   | Сокорро (Нью-Мексико)    | LINEAR                      |
| (71420) 2000 AP191           | 2000 AP191           | 8 січня 2000   | Сокорро (Нью-Мексико)    | LINEAR                      |
| (71421) 2000 AJ192           | 2000 AJ192           | 8 січня 2000   | Сокорро (Нью-Мексико)    | LINEAR                      |
| (71422) 2000 AE195           | 2000 AE195           | 8 січня 2000   | Сокорро (Нью-Мексико)    | LINEAR                      |
| (71423) 2000 AT195           | 2000 AT195           | 8 січня 2000   | Сокорро (Нью-Мексико)    | LINEAR                      |
| (71424) 2000 AB197           | 2000 AB197           | 8 січня 2000   | Сокорро (Нью-Мексико)    | LINEAR                      |
| (71425) 2000 AC197           | 2000 AC197           | 8 січня 2000   | Сокорро (Нью-Мексико)    | LINEAR                      |
| (71426) 2000 AJ198           | 2000 AJ198           | 8 січня 2000   | Сокорро (Нью-Мексико)    | LINEAR                      |
| (71427) 2000 AE199           | 2000 AE199           | 9 січня 2000   | Сокорро (Нью-Мексико)    | LINEAR                      |
| (71428) 2000 AZ199           | 2000 AZ199           | 9 січня 2000   | Сокорро (Нью-Мексико)    | LINEAR                      |
| (71429) 2000 AZ200           | 2000 AZ200           | 9 січня 2000   | Сокорро (Нью-Мексико)    | LINEAR                      |
| (71430) 2000 AN201           | 2000 AN201           | 9 січня 2000   | Сокорро (Нью-Мексико)    | LINEAR                      |
| (71431) 2000 AC202           | 2000 AC202           | 10 січня 2000  | Сокорро (Нью-Мексико)    | LINEAR                      |
| (71432) 2000 AO202           | 2000 AO202           | 10 січня 2000  | Сокорро (Нью-Мексико)    | LINEAR                      |
| (71433) 2000 AE203           | 2000 AE203           | 10 січня 2000  | Сокорро (Нью-Мексико)    | LINEAR                      |
| (71434) 2000 AJ205           | 2000 AJ205           | 15 січня 2000  | Вішнянська обсерваторія  | Корадо Корлевіч             |
| (71435) 2000 AN206           | 2000 AN206           | 3 січня 2000   | Обсерваторія Кітт-Пік    | Spacewatch                  |
| (71436) 2000 AF208           | 2000 AF208           | 4 січня 2000   | Обсерваторія Кітт-Пік    | Spacewatch                  |
| (71437) 2000 AE209           | 2000 AE209           | 4 січня 2000   | Обсерваторія Кітт-Пік    | Spacewatch                  |
| (71438) 2000 AP213           | 2000 AP213           | 6 січня 2000   | Обсерваторія Кітт-Пік    | Spacewatch                  |
| (71439) 2000 AF214           | 2000 AF214           | 6 січня 2000   | Обсерваторія Кітт-Пік    | Spacewatch                  |
| (71440) 2000 AL225           | 2000 AL225           | 12 січня 2000  | Обсерваторія Кітт-Пік    | Spacewatch                  |
| (71441) 2000 AR226           | 2000 AR226           | 13 січня 2000  | Обсерваторія Кітт-Пік    | Spacewatch                  |
| (71442) 2000 AA230           | 2000 AA230           | 3 січня 2000   | Сокорро (Нью-Мексико)    | LINEAR                      |
| (71443) 2000 AG230           | 2000 AG230           | 3 січня 2000   | Сокорро (Нью-Мексико)    | LINEAR                      |
| (71444) 2000 AH230           | 2000 AH230           | 3 січня 2000   | Сокорро (Нью-Мексико)    | LINEAR                      |
| 71445 Марк (Marc)            | 2000 AE231           | 4 січня 2000   | Станція Андерсон-Меса    | Лоренс Вассерман            |
| (71446) 2000 AP237           | 2000 AP237           | 5 січня 2000   | Станція Андерсон-Меса    | LONEOS                      |
| (71447) 2000 AY239           | 2000 AY239           | 6 січня 2000   | Обсерваторія Кітт-Пік    | Spacewatch                  |
| (71448) 2000 AM241           | 2000 AM241           | 7 січня 2000   | Сокорро (Нью-Мексико)    | LINEAR                      |
| (71449) 2000 AJ242           | 2000 AJ242           | 7 січня 2000   | Станція Андерсон-Меса    | LONEOS                      |
| (71450) 2000 AV242           | 2000 AV242           | 7 січня 2000   | Станція Андерсон-Меса    | LONEOS                      |
| (71451) 2000 AD243           | 2000 AD243           | 7 січня 2000   | Станція Андерсон-Меса    | LONEOS                      |
| (71452) 2000 AQ243           | 2000 AQ243           | 7 січня 2000   | Сокорро (Нью-Мексико)    | LINEAR                      |
| (71453) 2000 AW244           | 2000 AW244           | 8 січня 2000   | Сокорро (Нью-Мексико)    | LINEAR                      |
| (71454) 2000 AC245           | 2000 AC245           | 9 січня 2000   | Сокорро (Нью-Мексико)    | LINEAR                      |
| (71455) 2000 AD245           | 2000 AD245           | 9 січня 2000   | Сокорро (Нью-Мексико)    | LINEAR                      |
| (71456) 2000 AQ247           | 2000 AQ247           | 2 січня 2000   | Сокорро (Нью-Мексико)    | LINEAR                      |
| (71457) 2000 AV247           | 2000 AV247           | 2 січня 2000   | Сокорро (Нью-Мексико)    | LINEAR                      |
| (71458) 2000 BU              | 2000 BU              | 26 січня 2000  | Фарра-д'Ізонцо           | Фарра-д'Ізонцо              |
| (71459) 2000 BJ2             | 2000 BJ2             | 25 січня 2000  | Сокорро (Нью-Мексико)    | LINEAR                      |
| (71460) 2000 BA3             | 2000 BA3             | 26 січня 2000  | Вішнянська обсерваторія  | Корадо Корлевіч             |
| 71461 Чоумії (Chowmeeyee)    | 2000 BA4             | 28 січня 2000  | Обсерваторія Рок-Файндер | Вільям Йон                  |
| (71462) 2000 BP4             | 2000 BP4             | 21 січня 2000  | Сокорро (Нью-Мексико)    | LINEAR                      |
| (71463) 2000 BQ4             | 2000 BQ4             | 21 січня 2000  | Сокорро (Нью-Мексико)    | LINEAR                      |
| (71464) 2000 BB7             | 2000 BB7             | 27 січня 2000  | Сокорро (Нью-Мексико)    | LINEAR                      |
| (71465) 2000 BX7             | 2000 BX7             | 29 січня 2000  | Сокорро (Нью-Мексико)    | LINEAR                      |
| (71466) 2000 BB10            | 2000 BB10            | 26 січня 2000  | Обсерваторія Кітт-Пік    | Spacewatch                  |
| (71467) 2000 BE13            | 2000 BE13            | 28 січня 2000  | Обсерваторія Кітт-Пік    | Spacewatch                  |
| (71468) 2000 BY13            | 2000 BY13            | 24 січня 2000  | Обсерваторія Рок-Файндер | Вільям Йон                  |
| (71469) 2000 BQ14            | 2000 BQ14            | 28 січня 2000  | Обсерваторія Оїдзумі     | Такао Кобаяші               |
| (71470) 2000 BV14            | 2000 BV14            | 31 січня 2000  | Обсерваторія Оїдзумі     | Такао Кобаяші               |
| (71471) 2000 BN15            | 2000 BN15            | 27 січня 2000  | Сокорро (Нью-Мексико)    | LINEAR                      |
| (71472) 2000 BO15            | 2000 BO15            | 27 січня 2000  | Сокорро (Нью-Мексико)    | LINEAR                      |
| (71473) 2000 BG16            | 2000 BG16            | 30 січня 2000  | Сокорро (Нью-Мексико)    | LINEAR                      |
| (71474) 2000 BY16            | 2000 BY16            | 30 січня 2000  | Сокорро (Нью-Мексико)    | LINEAR                      |
| (71475) 2000 BF17            | 2000 BF17            | 30 січня 2000  | Сокорро (Нью-Мексико)    | LINEAR                      |
| (71476) 2000 BG17            | 2000 BG17            | 30 січня 2000  | Сокорро (Нью-Мексико)    | LINEAR                      |
| (71477) 2000 BD24            | 2000 BD24            | 29 січня 2000  | Сокорро (Нью-Мексико)    | LINEAR                      |
| (71478) 2000 BN24            | 2000 BN24            | 29 січня 2000  | Сокорро (Нью-Мексико)    | LINEAR                      |
| (71479) 2000 BL26            | 2000 BL26            | 30 січня 2000  | Сокорро (Нью-Мексико)    | LINEAR                      |
| (71480) 2000 BZ28            | 2000 BZ28            | 30 січня 2000  | Каталінський огляд       | Каталінський огляд          |
| (71481) 2000 BY29            | 2000 BY29            | 30 січня 2000  | Сокорро (Нью-Мексико)    | LINEAR                      |
| 71482 Дженамарі (Jennamarie) | 2000 BO30            | 28 січня 2000  | Обсерваторія Кітт-Пік    | Spacewatch                  |
| (71483) 2000 BU33            | 2000 BU33            | 30 січня 2000  | Каталінський огляд       | Каталінський огляд          |
| (71484) 2000 BE34            | 2000 BE34            | 30 січня 2000  | Обсерваторія Кітт-Пік    | Spacewatch                  |
| (71485) 2000 BM34            | 2000 BM34            | 30 січня 2000  | Каталінський огляд       | Каталінський огляд          |
| (71486) 2000 BE38            | 2000 BE38            | 28 січня 2000  | Обсерваторія Кітт-Пік    | Spacewatch                  |
| (71487) 2000 BE46            | 2000 BE46            | 28 січня 2000  | Обсерваторія Кітт-Пік    | Spacewatch                  |
| (71488) 2000 BR49            | 2000 BR49            | 21 січня 2000  | Сокорро (Нью-Мексико)    | LINEAR                      |
| 71489 Dynamocamp             | 2000 CT1             | 4 лютого 2000  | Обсерваторія Пістоїєзе   | Лучано Тезі, Маура Томбеллі |
| (71490) 2000 CY7             | 2000 CY7             | 2 лютого 2000  | Сокорро (Нью-Мексико)    | LINEAR                      |
| (71491) 2000 CO10            | 2000 CO10            | 2 лютого 2000  | Сокорро (Нью-Мексико)    | LINEAR                      |
| (71492) 2000 CQ12            | 2000 CQ12            | 2 лютого 2000  | Сокорро (Нью-Мексико)    | LINEAR                      |
| (71493) 2000 CF13            | 2000 CF13            | 2 лютого 2000  | Сокорро (Нью-Мексико)    | LINEAR                      |
| (71494) 2000 CH14            | 2000 CH14            | 2 лютого 2000  | Сокорро (Нью-Мексико)    | LINEAR                      |
| (71495) 2000 CL14            | 2000 CL14            | 2 лютого 2000  | Сокорро (Нью-Мексико)    | LINEAR                      |
| (71496) 2000 CB18            | 2000 CB18            | 2 лютого 2000  | Сокорро (Нью-Мексико)    | LINEAR                      |
| (71497) 2000 CL18            | 2000 CL18            | 2 лютого 2000  | Сокорро (Нью-Мексико)    | LINEAR                      |
| (71498) 2000 CH20            | 2000 CH20            | 2 лютого 2000  | Сокорро (Нью-Мексико)    | LINEAR                      |
| (71499) 2000 CV20            | 2000 CV20            | 2 лютого 2000  | Сокорро (Нью-Мексико)    | LINEAR                      |
| (71500) 2000 CM23            | 2000 CM23            | 2 лютого 2000  | Сокорро (Нью-Мексико)    | LINEAR                      |